# CLARE VOICE
株式會社CLARE VOICE（日語：株式会社クレアボイス）是總部位於日本東京都新宿區四谷的聲優經紀公司。2014年成立。公司名的「CLARE」取自CONNECT（連繫）、LEAD（領導）、ACTOR（演員）、RESPONSIBILITY（責任）、EARNEST（誠摯）的首字母。

## 旗下聲優

### 正所屬
※出典（2020年3月31日現在）

### 女性
- 葉山郁美（原自由身，2015年4月1日加入[3]）
- 菊池紗矢香

### 男性
- 菅原慎介

### 準所屬

#### 女性
- 倉持若菜

#### 男性
- 下川草介

## 過往所屬聲優
- 久保百合花（2017年12月31日離所[4]，2019年10月1日起現在是Stay Luck所屬）
- 芳野由奈（2017年12月31日離所，現在是自由身）
- 小倉唯（2018年11月30日離所[5]，2019年1月1日起現在是Just Production（日语：ジャストプロ）所屬）
- 原田彩楓（2019年7月31日離所[6]，2020年1月起現在是V-FORK所屬）
- 春日望（2020年3月31日離所[7]，同年7月1日起現在是swallow所屬）

## 相關人物
以下為CLARE VOICE養成所的講師。
- 明田川進（日语：明田川進）
- 渡邊淳（日语：渡辺淳 (音響監督)）
- 明田川仁

## 外部連結
- 株式會社CLARE VOICE公式官網 （日語）